# Parasteatoda cingulata
Parasteatoda cingulata là một loài nhện trong họ Theridiidae.
Loài này thuộc chi Parasteatoda. Parasteatoda cingulata được Chuandian Zhu miêu tả năm 1998.